# بابا المجال (مسلسل)
بابا المجال هو مسلسل دراما مصري عُرض في رمضان 1444 هـ/2023. المسلسل من تأليف محمد الشواف وإخراج أحمد خالد موسى وبطولة مصطفى شعبان، سوسن بدر، سهر الصايغ، نسرين أمين، رياض الخولي، باسم سمرة وجومانا مراد.

## قصة المسلسل
يكافح المكانيكي زين ليعيش حياة شريفة مع والدته وخطيبته واخوانها بينما تقوم والدته بإخفاء الحقيقة أن والده ما زال على قيد الحياة ولكن السر الذي اخفته طويلاً يهدد حياة زين ويقلبها رأساً على عقب. 

## طاقم التمثيل
- مصطفى شعبان
- رياض الخولي
- سوسن بدر
- باسم سمرة
- جومانا مراد
- نسرين أمين
- سهر الصايغ
- عارفة عبد الرسول
- محمد نجاتي
- سماء إبراهيم
- محمود حافظ
- محمد رضوان
- هبة حسن
- فرح يوسف
- سليمان هاني
- أحمد ماهر
- صبري عبد المنعم
- عبد الرحيم حسن
- أحمد بسيم
- ضياء الميرغني
- أحمد كشك
- حسن العدل

## فريق العمل
- إخراج: أحمد خالد موسى
- تأليف: محمد الشواف
- إنتاج: الباتروس للإنتاج الفني، كامل أبو علي